# Village olympique de Baldwin Hills

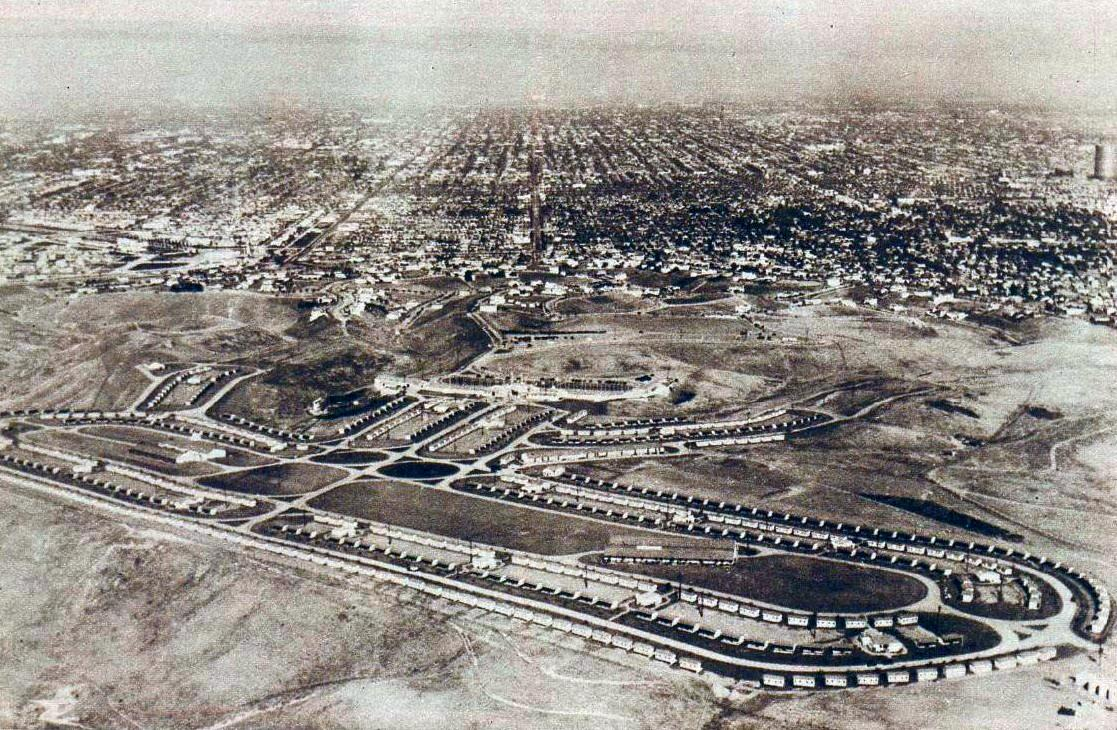
Le village olympique des Jeux olympiques d'été de 1932 à Los Angeles.

Le village olympique de Baldwin Hills sert à héberger les athlètes des Jeux olympiques d'été de 1932.

## Historique
Le village olympique des Jeux olympiques d'été de 1932 est considéré comme le premier village olympique moderne officiel. Il s'agit d'un ensemble de petites habitations d'une capacité de 2 000 personnes construit à l'ouest de la ville dans le quartier de Baldwin Hills. Le site est choisi pour sa température d'une dizaine de degrés plus basse en moyenne en juillet et en août que les autres lieux envisagés. Il est également à une dizaine de minutes en voiture du stade olympique, le Los Angeles Memorial Coliseum. La construction commence en février 1932 par la mise en place des canalisations et s'achève en juin de la même année. Le projet est critiqué par des personnalités locales estimant que la cohabitation forcée entre des athlètes de cultures très différentes ne peut se solder que par un conflit majeur.
Le village olympique est composé de 500 pavillons pouvant chacun héberger quatre hommes, sur une superficie d'une centaine d'hectares. Ils sont organisés autour d'un large ovale, inspiré par les pistes d'athlétismes. Chaque maison mesure un peu plus de quatre mètres sur sept et les maisons sont séparées de trois mètres environ pour réduire les risques de propagation en cas d'incendie. Trente et unes salles à manger ainsi que des pavillons de bains avec eau chaude, baignoires, douches et bains vapeurs sont répartis dans le village. Il est d'abord prévu que chaque pavillon ait une façade différente et reflète un style architectural propre à la délégation qui l'occupe, mais des restrictions budgétaires mènent à la construction de bâtiments finalement identiques.
Le village dispose d'un hôpital, d'un cabinet dentaire, d'une caserne de pompiers, d'un service de sécurité, d'une poste, d'un réseau téléphonique et d'un amphithéâtre en plein air pouvant accueillir 2 000 personnes,. Un bâtiment administratif abrite une blanchisserie et un salon où sont acceptés les visiteurs extérieurs et une pelouse s'étend sur environ 24 hectares. Une barrière grillagée d'un peu moins de 2,5 mètres de hauteur encercle le village et le transport des athlètes est assuré par bus. L'arrivée d'une équipe au village est marquée par une cérémonie de lever de son drapeau. Un circulaire est distribué au personnel du village pour lui rappeler que : « La courtoisie doit être votre première pensée à tout moment. L'INVITÉ A TOUJOURS RAISON. Nous vous demandons de fournir à nos invités le meilleur service avec le moins possible de bruit et de confusion. Évitez de parler fort, de chanter, de siffler, de faire du bruit en secouant vos outils et de faire tout autre bruit non nécessaire. Nous ne tolérerons pas l'utilisation de chewing-gum, de boissons intoxicantes, de produits à fumer ou la lecture pendant les heures de travail. »
Les compétitrices sont logées au Chapman Park Hotel, sur Wilshire Boulevard. De nombreux divertissements leur sont proposés, notamment des spectacles de musique et de danse, une grande fête d'anniversaire pour celles ayant leur anniversaire pendant les Jeux, la visite de personnalités du monde de cinéma et la possibilité d'assister à un match de baseball et à un concert symphonique lors de deux soirées. L'argument avancé pour la séparation des sexes est que les « besoins féminins pourraient être mieux satisfaits dans une résidence de nature plus permanente ».
Comme en 1924, le village olympique masculin est éphémère et le terrain est remis en état après les Jeux. La construction est donc planifiée pour minimiser son impact sur le paysage : les maisons sont faites de matériaux légers et montées sur place pour pouvoir être démontées rapidement. Les matériaux sont recyclés ou revendus, alors que la Grande Dépression rend difficile toute autre solution, mais certaines personnes parviennent à emporter des maisons en pièces détachées et à les remonter ailleurs, notamment pour créer des maisons de vacances ou des locaux d'entreposage. Un premier projet de conserver 200 pavillons sur place en souvenir est finalement abandonné en raison de conflits sur la propriété. Le pavillon mexicain est donné à un petit commerce local, toujours en activité au moment des Jeux de 1984. Le 3 février 1933, il reste deux pavillons sur le site original.
À partir de cette date, un village est établi pour chaque édition des Jeux olympiques d'été, sauf les Jeux olympiques d'été de 1948 tenus dans Londres sinistrée. L'habitude de saluer l'arrivée d'une délégation au village avec une cérémonie de lever de son drapeau est également répétée à chaque olympiade. Des chercheurs estiment que le village olympique avait également deux objectifs internes aux États-Unis : il s'agit d'abord d'un lieu touristique attisant l'intérêt local pour les Jeux, ainsi que, dans le cadre du boosterism, d'une infrastructure soulignant l'attractivité de la ville au niveau national.